# Zdeněk Štengl
Zdeněk Štengl (* 5. září 1965 Chrudim) je český politik, od března 2013 do března 2014 předseda Strany Práv Občanů - ZEMANOVCI, v letech 2012 až 2016 zastupitel Pardubického kraje, od roku 2014 zastupitel obce Vysočina na Chrudimsku.

## Vzdělání a profesionální kariéra
Vystudoval obor sociální patologie a prevence na Pedagogické fakultě Univerzity Hradec Králové a obor management a psychologie na Univerzitě Jana Amose Komenského v Praze. Přes dvacet let pracoval u kriminální policie, z toho sedm let byl vedoucím kriminální policie obecné kriminality v Chrudimi. U policie skončil v roce 2006.[zdroj?] V listopadu 2005 založil s Romanem Doležalem společnost Spirus, která se zabývá vymáháním pohledávek. V prosinci 2012 svůj podíl Romanu Doležalovi prodal a opustil post jednatele.

## Politická kariéra
V listopadu 2010 byl zvolen prvním místopředsedou SPOZ, v říjnu 2012 byl v krajských volbách zvolen za SPOZ do Zastupitelstva Pardubického kraje. Od prosince 2012 je zaměstnán na odboru dopravy Krajského úřadu Pardubického kraje, kde se věnuje evropským fondům týkajícím se silniční dopravy a je koordinátorem dopravní obslužnosti. V březnu 2013 byl zvolen předsedou SPOZ. Funkci vykonával rok do března 2014.
Ve volbách do Poslanecké sněmovny PČR v roce 2013 kandidoval v Pardubickém kraji jako lídr SPOZ, ale neuspěl. V krajských volbách v roce 2016 obhajoval z pozice člena SPO na kandidátce subjektu "Osobnosti Pardubického kraje" (tj. SPO, HOK a PPL) mandát zastupitele Pardubického kraje, ale rovněž neuspěl.
V komunálních volbách v roce 2014 byl jakožto člen SPO lídrem kandidátky "Sdružení pro obec Vysočinu ČSSD, SPO, NK" v obci Vysočina na Chrudimsku a stal se obecním zastupitelem. Ve volbách v roce 2018 obhájil mandát v obecním zastupitelstvu již jako nestraník za hnutí HOK na kandidátce subjektu „VYSOČINA - NÁŠ KRÁSNÝ DOMOV“. Ve volbách v roce 2022 pak jako nezávislý na kandidátce subjektu „Hasiči Rváčov s podporou 3PK“. V letech 2018 až 2022 vykonával i pozici místostarosty obce.